# (6367) 1982 FY2
(6367) 1982 FY2 (1982 FY2, 1980 TX14, 1990 WB15) — астероїд головного поясу, відкритий 18 березня 1982 року.
Тіссеранів параметр щодо Юпітера — 3,654.